# LVStB Teodolina - Desenzano
Az  LVStB – Teodolina - Desenzano egy szerkocsisgőzmozdony-sorozat volt a Lombardisch-venetianischen Staatsbahn-nál (LVStB), mely egy osztrák-magyar állami vasúttársaság volt.
A 14 mozdonyt a  Maffei 1852/53-ban szállította az an LVStB-nek. A mozdonyok a  TEODOLINA, LEONARDO DA VINCI, SAN MICHELE, VENEZIA, VERONA, BENACO, MESTRE, TREVISO, PADOVA, VICENZA, BRESCIA, MANTOVA, PESCHIERA és DESENZANO neveket kapták. Az SB tizenkettőt vett át ezekből az LVCI-től és a 3 sorozat 26-37 pályaszámai alá  osztotta be őket. 1867-ben ez a 12 mozdony a Strade Ferrate Alta Italia-hoz került (SFAI), ahol a  6 - 17 pályaszámokat kapták.

## Fordítás
- Ez a szócikk részben vagy egészben  a   LVStB – Teodolina bis Desenzano című német Wikipédia-szócikk fordításán alapul.  Az eredeti cikk szerkesztőit annak laptörténete sorolja fel. Ez a jelzés csupán a megfogalmazás eredetét és a szerzői jogokat jelzi, nem szolgál a cikkben szereplő információk forrásmegjelöléseként. - Az eredeti szócikk forrásai szintén ott találhatóak.

## Külső hivatkozások
- A típus története számokban németül